# Río Jong
El río Jong es un río de Sierra Leona que fluye por el centro del país en dirección noreste-suroeste. Tiene una longitud de 249 km y drena una cuenca hidrográfica de 7500 km². Desemboca en el océano Atlántico, poco después de pasar por la ciudad de Mattru Jong, formando varios deltas.